# Lobogethes interrupta
Lobogethes interrupta är en fjärilsart som beskrevs av W. Warren 1896. Lobogethes interrupta ingår i släktet Lobogethes och familjen Uraniidae. Inga underarter finns listade i Catalogue of Life.